# Jan Duklan Ochocki
Jan Duklan Modest Ochocki herbu Ostoja (1766/8 - 9 IX 1848) – pamiętnikarz, szambelan króla Stanisław Augusta Poniatowskiego, chorąży żytomierski, podsędek i sędzia żytomierski, palestrant żytomierski, dworzanin Józefa Stempkowskiego, wojewody kijowskiego.

## Życiorys
Jan Duklan Modest Ochocki pochodził ze szlacheckiej rodziny pieczętującej się herbem Ostoja, należącej do rodu heraldycznego Ostojów (Mościców), wywodzącej się zapewne z Ochocic koło Kamieńska w dawnym województwie sieradzkim. O jego rodzinie wspomniał Kasper Niesiecki w Herbarzu Polskim. Był synem Stanisława Józefa Ochockiego, cześnika mozyrskiego i Eufrozyny z Suszczewiczów.
Jan Duklan Ochocki kształcił się u bazylianów w Żytomierzu. Po odbytej nauce, w roku 1784, rozpoczął karierę w lokalnej palestrze. Z rekomendacji sędziego ziemskiego żytomierskiego Jana Bukara, w roku 1786, został przyjęty na dwór wojewody kijowskiego Józefa Stempkowskiego. Był plenipotentem księcia Michała Radziwiłła, księcia Aleksandra Lubomirskiego i generała Ignacego Działyńskiego. W 1792 roku był asesorem sejmiku województwa kijowskiego w Żytomierzu. Jako zwolennik Konstytucji 3 maja, pozostawał w kontaktach z przywódcami obozu reform -  Hugonem Kołłątajem, Stanisławem Potockim i innymi. Pełnił także funkcję komisarza cywilno-wojskowego, dbając o zaopatrzenie wojska. W roku 1793 uczestniczył w antyrosyjskiej działalności konspiracyjnej, za co został aresztowany. Po zwolnieniu kontynuował lokalną karierę jako podsędek, a następnie sędzia żytomierski. Podczas wyborów w 1805 roku został chorążym żytomierskim. Po klęsce Napoleona w 1812 roku zaangażował się w organizację pomocy dla żołnierzy polskich przebywających w niewoli rosyjskiej. Zmarł w Żytomierzu, dnia 9 IX 1848 roku. Zasłynął z Pamiętników, wydanych po jego śmierci przez Józefa Ignacego Kraszewskiego w 1857 roku, w których opisywał życie i obyczaje szlachty polskiej.